# Hans Richter (chef d'orchestre)
Pour les articles homonymes, voir Hans Richter.
Répertoire
L'Anneau du Nibelung
Hans Richter est un chef d'orchestre austro-hongrois, né à Raab (aujourd'hui Győr en Hongrie) le 4 avril 1843 et mort à Bayreuth le 5 décembre 1916.

## Biographie
Il fait ses études au Conservatoire de Vienne (où il montre un intérêt particulier pour le cor) et fut l'élève du violoniste Carl Heissler. Il commence sa carrière de chef d'orchestre dans diverses salles d'opéra de l'Empire austro-hongrois. En 1866, il se lie avec Richard Wagner. Chargé de la copie de la partition des Maîtres chanteurs de Nuremberg pour une prochaine impression, il est nommé, sur la recommandation du maître, chef de chœur puis chef adjoint de Hans von Bülow à l'opéra de Munich (1867-1869). Wagner lui confie la direction de la première intégrale du Ring à Bayreuth en 1876,, au Festival de Bayreuth.
L'année suivante, il accompagne le compositeur pour une série de concerts à Londres, où il revient à de nombreuses reprises, et devient ainsi une figure familière de la vie musicale anglaise, présent à tous les grands festivals de musique vocale ; il est nommé chef d'orchestre principal du festival triennal de musique de Birmingham en 1885, il dirige l'Orchestre Hallé de 1899 à 1911, et l'Orchestre symphonique de Londres nouvellement créé de 1904 à 1911. Sans se soucier des querelles qui opposaient à l'époque les partisans de Brahms à ceux de Wagner, il dirige des œuvres de l'un comme de l'autre — surtout à Vienne où il a résidé la plupart du temps — mais aussi Bruckner (qui lui aurait un jour glissé une pièce dans la main après un concert, en guise de pourboire) et Dvořák. Il dirige de temps à autre des concerts à Bayreuth. Puis il devient un admirateur fervent d'Edward Elgar, et joue du Tchaïkovski — autre anecdote, il aurait pendant un concert à Londres laissé l'orchestre jouer le deuxième mouvement de la Symphonie pathétique sans diriger, applaudissant l’orchestre à la fin du mouvement et se tournant vers le public les bras écartés montrant qu’il n’y était pour rien, une habitude selon Arnold Bennet. En raison de problèmes de vue, il doit prendre sa retraite en 1911.
Richter avait de la direction une approche plus monumentale qu'animée ou dynamique : il mettait plus l'accent sur la structure de l'œuvre tout entière que sur des moments particuliers de beauté ou de passion. Selon certains critiques, il n'avait rien de plus qu'un métronome, mais d'autres — notamment Eugène Goossens — avaient remarqué l'incroyable vitalité rythmique de sa battue.

## Principales créations
- Symphonie no 2 de Brahms (1877)
- Symphonie no 4 de Bruckner (1881)
- Symphonie no 3 de Brahms (1883)
- Symphonie no 8 de Bruckner (1892)
- Variations Enigma d'Elgar (1899)
- Symphonie no 1 d'Elgar (1908)